# Forat Negre (Carreu)
El Forat Negre és una cavitat natural del terme d'Abella de la Conca, al Pallars Jussà, inclòs a l'Inventari del Patrimoni Arqueològic i Paleontològic de Catalunya.
Està situat a la vall de Carreu, al centre de la vall, al vessant meridional de la Serra de Santa Cristina, a 1.440 m. alt. És al nord de l'extrem occidental de la Solana de Forat Negre i de l'extrem oriental de la Solana de Santa Cristina.

## Troballes
Aquesta cavitat ha proporcionat material del Bronze Inicial associats a una inhumació d'un individu adult.
Les restes humanes trobades són 8 dents i 5 falanges. El material associat a elles consisteix en un braçalet de sorrenca, vàries denes de collar de "cardium", una dena d'os, un botó i uns anells també d'os i, quant a indústria lítica, un micròlit, una fulla i una resta de talla de sílex.

## Etimologia
Forat és un dels termes emprats a diversos llocs de parla catalana per tal de designar aquelles cavitats subterrànies que són més indeterminades, sovint més desconegudes, que les anomenades cova, avenc o, en algunes comarques, amb altres termes com graller. Es tracta, sobretot, d'avencs, tanmateix. La segona part del topònim és deguda al fet que es tracta d'un avenc profund i sense gens d'il·luminació natural.